# 足立克己
足立 克己（あだち かつみ、1932年11月4日 - 2000年1月19日）は、日本の漫才作家、放送作家。

## 略歴
大阪府大阪市生まれ。生家は複数の職人を雇うほどの大手のパン店だった。
旧制大阪府立北野中学校在学中に、学制改革のため中学が新制の大阪府立北野高等学校となり、1951年同高校卒業。同年大阪外国語大学中国語科に入学するも、3か月で中退し、翌年に和歌山大学経済学部に入学する。和歌山大では野球部に入部し、1番・遊撃手のレギュラーを獲得した。またそのかたわら、寄席通いに熱中した。
当時和歌山大は近畿六大学野球連盟のリーグ1部に所属し、足立もリーグ表彰を受け、社会人野球の三井造船玉野への入団が決まりかけたがこれを固辞し「普通のサラリーマン」を目指す。ところが結核による胸膜炎を患い、就職活動を断念しての療養を余儀なくされ、病院のベッドでラジオの演芸番組を聞くのが唯一の楽しみとなった。
体調回復後の1956年、NHK大阪放送局が漫才台本を募集しているのを知り、「機械人間」と題する台本を応募し、入選。同演目はラジオの特番で秋田Aスケ・Bスケが演じた。父親が放送広告代理店・萬年社の副社長と知り合いだったため、そのつてで足立は、特番の中継会場に招待された際に特番の構成を担当していた漫才作家・秋田實と面談し、弟子入りを直訴。設立されたばかりの秋田の会社「上方演芸」の文芸部に入社した。やがてNHKラジオ『浪花演芸会』の漫才台本提供で作家デビュー。
常に秋田と帯同し、秋田による合併新会社「松竹新演芸」（のちの松竹芸能）にも専属したが、1967年頃、秋田の退社と前後するように松竹を退社し、翌年に秋田が設立したケーエープロダクションの顧問となる。以降はフリーの漫才作家・番組構成作家として活動した。
所属事務所を問わず、「昭和三十年代からのコンビならほとんど」に台本を提供し、「今迄に二千本近くの台本を書いてきたと思う」と自称した。

## 人物・エピソード
- 趣味は麻雀、競馬。麻雀は実家のパン店の従業員から教わった[3]。競馬は、愛好していた秋田に帯同するうち趣味になった[8]。長らく『日刊スポーツ』で競馬予想記事を担当していた[2][8]。
- 1984年10月23日放送の特番『必笑!! 上方漫才大全集』（毎日放送テレビ）では、作家生活30年を迎えようとしていた足立の略歴を紹介するコーナーとして、足立自身が舞台に立ち若井けんじと漫才を演じる企画が設けられた[9]。
- 弟子に高見孔二ほか。

## 台本を提供した主な漫才師
- 中田ダイマル・ラケット[1]
- 横山ホットブラザーズ[4]
- かしまし娘[10]
- 若井はんじ・けんじ[10]
- 海原お浜・小浜[11]
  - 足立はお浜・小浜の引退リサイタル（1978年5月17日、サンケイホール）の構成にも携わった。
- Wヤング（第1期）[12]
- 横山やすし・西川きよし[1][13]
- コメディNo.1[14]
- 宮川大助・花子[1]

## 担当番組
- 新日本放送→毎日放送ラジオ
  - ポケット寄席[4]
- 朝日放送ラジオ
  - かしまし歌日記[10]
- 毎日放送テレビ
  - お笑い劇場[5]
  - お浜・小浜の千客万来[11]
  - 仁鶴の大入り満員[15]
  - 仁鶴・たか子の夫婦往来[15]
  - スター漫才選手権[16]
  - 23時ショー・金曜日[17]
  - 婚約診断スイッチON[13]
  - やすきよの結婚します![13]
  - 上方漫才まつり[1]
  - 熱演!!夫婦のど自慢[18] - 審査員としての出演も兼務
  - ワイドYOU[19]
  - 笑わなあかん夜[19]
- 朝日放送テレビ
  - TVショー えぷろん[20]
  - 霊感ヤマカン第六感
  - 三枝の結婚ゲーム
  - ヒラメキ大作戦

## 書籍
- じすいず漫才 愛すべき芸人たち（弘文出版 1984年）
- いいたい放題 上方漫才史（東方出版 1994年）